# Curro Díaz
Francisco Díaz Flores dit Curro Díaz, né le 20 mai 1974 à Linares (Espagne, province de Jaén), est un matador espagnol.

## Présentation
Il possède un style très pur, templé, dans la lignée des artistes andalous. Élégant, le torero de Jaén possède une esthétique fine et une estocade de qualité.

### Carrière
- Alternative : 1er septembre 1997 à Linares. Parrain, Juan Carlos García ; témoin, Sebastián Córdoba ; Taureaux de la ganadería de Valdemoro.
- Confirmation d’alternative à Madrid : 31 août 2003. Parrain, « Frascuelo ; témoin Guillermo Albán ; taureaux de la ganadería de Valverde.
- Confirmation d’alternative à Quito (Équateur) : 1er décembre 2006. Parrain, Francisco Rivera Ordóñez ; témoin, Rui Fernandez ; taureaux de la ganadería de Mirafuente.
- Confirmation d’alternative à Mexico : 28 janvier 2007. Parrain, « El Pana » ; témoin, Arturo Macías ; taureaux de la ganadería de los Encinas.